# Phyllosticta sorbi
Phyllosticta sorbi är en svampart som beskrevs av Westend. 1857. Phyllosticta sorbi ingår i släktet Phyllosticta och familjen Botryosphaeriaceae.   Inga underarter finns listade i Catalogue of Life.